# Shanghai
 For alternative betydninger, se Shanghai (flertydig). (Se også artikler, som begynder med Shanghai)
Shanghai (kinesisk: 上海; pinyin: Shànghǎi) er en af Kinas fem kommuner og har samme administrative status som en provins. Den ligger på sydsiden af Yangtze-deltaet og floden Huangpu løber igennem byen. Den er Kinas næst største by med 24.870.895(2020) indbyggere.
Inden for bygrænserne bor der 9,3 mio. indbyggere og i hele kommunen 24.870.895(2020) indbyggere, deraf 14.336.200 faste indbyggere.

## Etymologi
De 2 kinesiske skrifttegn i navnet "Shanghai" (se billede) betyder direkte oversat "op/over" og "hav". På almindelig kinesisk udtales det Shànghǎi (skrevet i Pinyin). Den tidligste brug af navnet, man kender, var under Song-dynastiet (11. århundrede). Da var "Shanghai" både navnet på stedet, hvor to floder løber sammen, og på en lille by på dette sted. Det er uklart, hvordan navnet opstod, og hvordan det skal tolkes.
De fleste større kinesisk byer har enstavelses forkortelser. For Shanghai er der to forskellige forkortelser: 沪 (pinyin: Hù) og 申 (pinyin: Shēn). Det første bogstav 沪 betyder redskab til at fange fisk.

## Geografi
Huangpu-floden deler Shanghai i to. Byens historiske centrum, Puxi, ligger på den vestlige side af Huangpu og det nye finansdistrikt, Pudong, ligger på den østlige side.

## Historie
Shanghai begyndte som en lille fiskerby, men efter at englænderne i slutningen af den første opiumskrig i 1842 besatte Shanghai, blev der oprettet et selvstyrende område forbeholdt udlændinge, der eksisterede frem til 1930'erne og var med til at gøre byen til et af verdens store, finansielle centre på den tid.
Efter at kommunisterne kom til magten i 1949, ophørte fremmede investeringer i byen, og den blev kraftigt beskattet. Da der i 1992 blev indført markedsøkonomiske reformer og sænkning af skatterne i Shanghai, overhalede byen hurtigt andre byer som Shenzhen og Guangzhou, der havde begyndt væksten tidligere. Siden 1992 har byen haft en vækst på 9–15% om året, men kæmper nu med stor indvandring fra andre dele af Kina og stor social ulighed.
Byen regnes i dag som flagskibet i Kinas moderne økonomi og er det vigtigste kulturelle, kommercielle og industrielle center i Kina. Shanghai har også siden 2006 været verdens travleste havn.

### Befolkningsudvikling
| År   | Indbyggere |
| ---- | ---------- |
| 1800 | 200.000    |
| 1851 | 250.000    |
| 1864 | 500.000    |
| 1879 | 276.000    |
| 1890 | 375.000    |
| 1901 | 651.000    |
| 1910 | 832.500    |
| 1918 | 1.000.000  |
| 1926 | 1.500.000  |
| 1931 | 3.124.000  |
| 1940 | 3.595.000  |
| 1948 | 4.423.000  |
| 1950 | 4.927.300  |

| År   | Indbyggere |
| ---- | ---------- |
| 1953 | 6.204.417  |
| 1958 | 6.977.000  |
| 1970 | 7.000.000  |
| 1978 | 5.570.000  |
| 1980 | 6.010.000  |
| 1982 | 6.320.829  |
| 1985 | 6.980.000  |
| 1987 | 7.220.000  |
| 1990 | 7.821.787  |
| 1995 | 9.566.600  |
| 2000 | 12.531.139 |
| 2005 | 13.291.900 |
| 2008 | 13.831.900 |

## Administrative inddelinger
Byprovinsen Shanghai har jurisdiktion over 17 distrikter (区 qū) og en kommune (县 xiàn).
| #                       | Navn                  | Hanzi                 | Hanyu Pinyin          | Befolkning (2008 est.) | Areal (km²)           | Tæthed (/km²)         | Kort               |
| ----------------------- | --------------------- | --------------------- | --------------------- | ---------------------- | --------------------- | --------------------- | ------------------ |
| Distrikter i bykernen   | Distrikter i bykernen | Distrikter i bykernen | Distrikter i bykernen | Distrikter i bykernen  | Distrikter i bykernen | Distrikter i bykernen | Kort over Shanghai |
| 1                       | Huangpu               | 黄浦区                | Huángpǔ Qū            | 539.000                | 12                    | 44.917                | Kort over Shanghai |
| 2                       | Luwan                 | 卢湾区                | Lúwān Qū              | 275.000                | 8                     | 34.375                | Kort over Shanghai |
| 3                       | Xuhui                 | 徐汇区                | Xúhuì Qū              | 982.000                | 55                    | 17.855                | Kort over Shanghai |
| 4                       | Changning             | 长宁区                | Chángníng Qū          | 668.000                | 38                    | 17.579                | Kort over Shanghai |
| 5                       | Jing'an               | 静安区                | Jìng'ān Qū            | 258.000                | 8                     | 32.250                | Kort over Shanghai |
| 6                       | Putuo                 | 普陀区                | Pǔtuó Qū              | 1.087.000              | 55                    | 19.764                | Kort over Shanghai |
| 7                       | Zhabei                | 闸北区                | Zháběi Qū             | 745.000                | 29                    | 25.690                | Kort over Shanghai |
| 8                       | Hongkou               | 虹口区                | Hóngkǒu Qū            | 781.000                | 24                    | 32.542                | Kort over Shanghai |
| 9                       | Yangpu                | 杨浦区                | Yángpǔ Qū             | 1.195.000              | 61                    | 19.590                | Kort over Shanghai |
| Distrikter i forstædene |                       |                       |                       |                        |                       |                       | Kort over Shanghai |
| 10                      | Pudong nye område     | 浦东新区              | Pǔdōng Xīn Qū         | 4.119.000              | 1.211                 | 3.401                 | Kort over Shanghai |
| 11                      | Baoshan               | 宝山区                | Bǎoshān Qū            | 1.406.000              | 271                   | 5.188                 | Kort over Shanghai |
| 12                      | Minhang               | 闵行区                | Mǐnháng Qū            | 1.805.000              | 371                   | 4.865                 | Kort over Shanghai |
| 13                      | Jiading               | 嘉定区                | Jiādìng Qū            | 1.034.000              | 464                   | 2.228                 | Kort over Shanghai |
| 14                      | Jinshan               | 金山区                | Jīnshān Qū            | 646.000                | 586                   | 1.102                 | Kort over Shanghai |
| 15                      | Songjiang             | 松江区                | Sōngjiāng Qū          | 1.074.000              | 606                   | 1 772                 | Kort over Shanghai |
| 16                      | Qingpu                | 青浦区                | Qīngpǔ Qū             | 790.000                | 670                   | 1.179                 | Kort over Shanghai |
| 17                      | Fengxian              | 奉贤区                | Fèngxián Qū           | 808.000                | 687                   | 1.176                 | Kort over Shanghai |
| Kommuner                |                       |                       |                       |                        |                       |                       | Kort over Shanghai |
| 18                      | Chongming             | 崇明县                | Chóngmíng Xiàn        | 673.000                | 1.186                 | 567                   | Kort over Shanghai |

Pudong ("øst for Huangpu"), officielt Pudong nye område (Pǔdōng Xīn Qū), er et nyt og moderne distrikt bygget op efter 1992 på østbredden af Huangpu-floden. Distriktet udgør i dag byens (og Kinas) finansielle centrum og rummer moderne arkitektur og nogen af verdens højeste skyskrabere. Frem til 1992 var området kendt som Chuansha kommune. Pudongs vestlige del hører med til Shanghais bymæssige kerne, men der er også store mere landlige dele i øst, som i det gamle bydistrikt Nanhui, der blev indlemmet i Pudong i maj 2009.
Chongming dækker øerne Chongming, Changxing, Hengsha og Yuansha, som alle ligger ved udløbet af Yangtze-floden.

## Infrastruktur

### Transport
Shanghai betjenes af en motorringvej, motorveje på pæle i centrum og flere andre motorveje, som udgår fra byen til bl.a. Hangzhou, Suzhou, Pudong International Airport samt via en motorvejsbro til en ø, der rummer storbyens største containerterminal, Shanghai Deepwater Port.
Shanghai betjenes også af to lufthavne, Hongqiao Airport og Pudong International Airport.

## Myndigheder
Den kommunale leder i Kinas kommunistiske parti er Li Qiang. Borgmester er Gong Zheng, pr. 2021.

## Personer fra Shanghai
- Qu Xixian, komponist, pianist, lærer, administrator († 2008)
- Lee Cheuk-yan (1957-), aktivist[1]
- Wang Ying (1976-), komponist, pianist

## Galleri
- Shanghais Maglevbane
- Paramount, en historisk Art Deco dancehall, bygget 1931-1932.
- Shanghais udstillingscenter, et eksempel på sovjetisk neoklassisk arkitektur i Shanghai.
- Stedet for afholdelse af Kinas kommunistiske partis første nationalkongres.

## Trivia
- Bogstavet 沪 bruges som første bogstav på alle bilers nummerplader i Shanghai.
- Shanghai Disneyland Resort er et Disneyland, beliggende i Pudong.[2] Parken åbnede 16. juni 2016.[3]
- Shanghai har også givet anledning til sømandsudtrykket "at bliver shanghajet", der betyder at bliver presset til noget mod sin vilje.